# Weltmeisterschaften im Modernen Fünfkampf 1961
1961 fanden die Weltmeisterschaften im Modernen Fünfkampf in Moskau n der Sowjetunion statt.

## Herren

### Einzel
| Platz | Land        | Sportler      |
| ----- | ----------- | ------------- |
| 1     | Sowjetunion | Igor Nowikow  |
| 2     | Sowjetunion | Iwan Derjuhin |
| 3     | Ungarn      | András Balczó |

### Mannschaft
| Platz | Land               | Sportler                                  |
| ----- | ------------------ | ----------------------------------------- |
| 1     | Sowjetunion        | Igor Nowikow Iwan Derjuhin Boris Pachomow |
| 2     | Ungarn             | András Balczó Imre Nagy Ferenc Török      |
| 3     | Vereinigte Staaten | Robert Beck Allan Jackson Richard Stohl   |

## Medaillenspiegel
| Platz | Land               | Goldmedaille | Silbermedaille | Bronzemedaille |
| 1     | Sowjetunion        | 2            | 1              | –              |
| 2     | Ungarn             | –            | 1              | 1              |
| 3     | Vereinigte Staaten | –            | –              | 1              |